# Katana Zero
Katana Zero – komputerowa gra akcji wydana 18 kwietnia 2019 przez Devolver Digital. Za produkcję gry odpowiada studio Askiisoft. Dostępna na komputery z systemem Windows, MacOS oraz konsole Xbox One i Nintendo Switch. Od 21 maja 2024 dostępna również wersja mobilna w Google Play i App Store.

## Opis gry
Katana Zero została wykonana w technice pixel art w klimacie retro. Akcja gry dzieje się w latach 80. XX wieku w fikcyjnym mieście New Mecca. Historia składa się z 12 poziomów w postaci kaset VHS. W 10 z nich gramy głównym bohaterem Subject Zero, poziom 8 przechodzimy jako postać The Dragon, a na 12 poziomie jest możliwość wyboru miecza. 

### Fabuła
Wcielamy się w postać zabójcy o nazwie Subject Zero, ubranego w szlafrok i noszącego katanę. Z powodu koszmarów, chodzi do psychiatry, który podaje mu tajemniczy lek, przez który ma zaburzenia postrzegania czasu. Od niego dostaje również zlecenia na kolejne osoby. Z każdym kolejnym zabójstwem odkrywamy przeszłość bohatera, czym jest ten lek i kim są ludzie, których ma zabić.

### Rozgrywka
W Katana Zero gracz jednym ciosem zabija i od jednego ciosu ginie. Przez to rozgrywka jest szybka i dynamiczna, a wszelkie zawahanie gracza może grozić powrotem do początku poziomu. Główną bronią jest katana, którą można odbijać pociski. Broń dostępna jest w 6 wariantach: podstawowa katana, Prism Sword (krew staje się kolorowa), Sword of Masters (miecz strzela wiązką energii), Claymore Prototype (umożliwia przebicie przez tarczę), Phoenix Edge (miecz strzela ogniem) i Savant Knife (umożliwia szybsze zadawanie ciosów). Dodatkowo można znaleźć liczne przedmioty do rzucania jak butelki, noże czy granaty dymne. Jest też możliwość spowolnienia czasu.

### Muzyka
Ważną rolę w całej grze odgrywa muzyka. Główny bohater przed rozpoczęciem każdego poziomu włącza walkmana i zakłada słuchawki. Utwory są w większości energiczne, dopasowane do dynamicznej rozgrywki. Na platformie Steam można kupić całą ścieżkę dźwiękową osobno. W tabeli poniżej zostały wymienione wszystkie dostępne utwory.
| Ścieżka dźwiękowa Katana Zero | Ścieżka dźwiękowa Katana Zero                        | Ścieżka dźwiękowa Katana Zero |
| Numer utworu                  | Nazwa utworu                                         | Długość utworu                |
| ----------------------------- | ---------------------------------------------------- | ----------------------------- |
| 1                             | Katana ZERO (OST-version)                            | 5:47                          |
| 2                             | Sneaky Driver                                        | 4:39                          |
| 3                             | Disturbed Lines                                      | 2:51                          |
| 4                             | You Will Never Know                                  | 3:15                          |
| 5                             | Third District                                       | 4:34                          |
| 6                             | Meat Grinder                                         | 3:44                          |
| 7                             | All For Now                                          | 3:24                          |
| 8                             | Overdose                                             | 4:26                          |
| 9                             | Neon Fog                                             | 4:16                          |
| 10                            | Chinatown                                            | 6:02                          |
| 11                            | Breath Of A Serpent                                  | 3:36                          |
| 12                            | Delusive Bunker                                      | 5:17                          |
| 13                            | Full Confession                                      | 4:05                          |
| 14                            | Rain On Brick                                        | 1:24                          |
| 15                            | Silhouette                                           | 3:35                          |
| 16                            | The Sandman 1                                        | 0:46                          |
| 17                            | Nocturne (Co-composed by Justin Stander)             | 2:13                          |
| 18                            | Volition                                             | 1:20                          |
| 19                            | Coming Down                                          | 2:22                          |
| 20                            | A Fine Red Mist                                      | 1:12                          |
| 21                            | Panoramic Feelings                                   | 3:10                          |
| 22                            | Psychotherapy                                        | 1:44                          |
| 23                            | Prison Air 1                                         | 1:34                          |
| 24                            | Prison Air 2                                         | 2:22                          |
| 25                            | Hit The Floor                                        | 3:30                          |
| 26                            | Kill Your TV                                         | 1:22                          |
| 27                            | Tied Up The Moment                                   | 2:50                          |
| 28                            | A Tense Moment                                       | 0:35                          |
| 29                            | Snow                                                 | 2:20                          |
| 30                            | End Of The Road                                      | 5:09                          |
| 31                            | Come and See                                         | 1:44                          |
| 32                            | The Sandman 2                                        | 0:53                          |
| 33                            | Blue Room (KZ-version)                               | 2:54                          |
| 34                            | At Home                                              | 1:36                          |
| 35                            | V Limo (New Donk Shitty)                             | 1:42                          |
| 36                            | Worst Neighbors Ever                                 | 1:13                          |
| 37                            | Boss Boss Boss                                       | 2:43                          |
| 38                            | The Sandman 1 (Casio Whistle Ringtone) - Bonus Track | 0:41                          |

## Odbiór
Gra została dobrze przyjęta zarówno przez recenzentów, jak i graczy. Otrzymała ocenę 8.7 na portalu IGN, 83 w serwisie Metacritic oraz 98% pozytywnych opinii na platformie Steam.